# داريو دي كاسترو
داريو دي كاسترو (28 نوفمبر 1948 - 15 أبريل 2021) ممثل برازيلي وممثل صوت ومخرج دبلجة. اشتهر كاسترو بدبلجة أجزاء من ممثلين مثل راسل كرو وليام نيسون.

## الحياة والوظيفة
عمل كاسترو في أعمال مثل بوشانتاس وذا هانشباك أوف نوتر دام وجوستيس ليغ. توفي عن عمر يناهز 72 عامًا، في ريو دي جانيرو بسبب مضاعفات كوفيد 19.